# كنكارنو
كنكارنو، (بالفرنسية: Concarneau)‏، (بريتون: Konk-Kerne)، هي بلدية في إقليم فنستير، التابعة لمنطقة بروتاني، في شمال غرب فرنسا. يحد كنكارنو من الغرب باي دي لا فوريه.

## توأمة
لكنكارنو اتفاقيات توأمة مع كل من:
- بيلفلد (1973 -)
- بينزانس

## أعلام
- فاليري هرمان
- ستيفان غيفارش
- روبرت لوران
- تييري لورو
- فلوريان غيو